# 주한 슬로베니아 대사관
주한 슬로베니아 대사관(슬로베니아어: Veleposlaništvo Republike Slovenije v Seulu)은 대한민국 서울특별시 용산구 한남동 745-4에 위치하고 있는 슬로베니아 대사관이다. 현직 주한 슬로베니아 대사는 예르네이 뮐레르이다.

## 역사
대한민국은 1992년 4월 15일에 슬로베니아를 주권 국가로 승인했으며 슬로베니아는 1992년 11월 18일에 대한민국과 수교했다. 슬로베니아 정부에서는 2022년에 대한민국 주재 공관을 개설하기 이전까지 주일본 슬로베니아 대사관이 대한민국을 겸임해 왔고 대한민국 정부에서도 2025년에 슬로베니아 주재 공관을 개설하기 이전까지 주오스트리아 대한민국 대사관이 슬로베니아를 겸임해 왔다.
2021년 6월 8일에는 대한민국을 공식 방문한 안제 로가르 슬로베니아 외무장관이 서울에 위치한 대한민국 외교부 청사에서 정의용 대한민국 외교부 장관과 가진 회담을 통해 슬로베니아 정부가 대한민국 주재 공관을 개설하기 위한 절차에 들어갔다고 밝혔다. 이에 앞서 2021년 4월 23일에는 보루트 파호르 슬로베니아 대통령이 《대한민국 주재 슬로베니아 공화국 대사관 개설에 관한 대통령령》에 서명했다. 2022년 11월 25일에 주한 슬로베니아 대사관이 정식 개관했다.

## 주요 업무
주요 업무는 대한민국 정부와의 외교·교섭, 투자 유치 활동, 대한민국 거주 슬로베니아 국민의 보호 육성, 외교 정책 홍보, 문화, 학술, 체육 협력, 여권, 입국 사증 발급 및 영사 확인 업무 등이다. 대한민국과 슬로베니아 사이에는 사증 면제 협정이 체결되어 있기 때문에 관광 및 방문을 목적으로 슬로베니아에 입국한 대한민국 국민, 대한민국에 입국한 슬로베니아 국민 모두 상호주의 원칙에 따라 최대 90일까지 상대방 국가에서 사증 없이 체류할 수 있다. 주한 슬로베니아 대사관에서는 캄보디아, 라오스, 싱가포르와 관련된 외교 임무를 겸임하고 있다.

## 같이 보기
- 슬로베니아의 재외공관 목록
- 대한민국 주재 외국공관 목록
- 대한민국-슬로베니아 관계
- 주슬로베니아 대한민국 대사관